# Vaccino anti-encefalite giapponese
Il vaccino antiencefalite giapponese è una preparazione liofilizzata di virus encefalitico giapponese inattivato ed è indicato per l'immunizzazione attiva contro l'encefalite giapponese (JE) in soggetti adulti, in particolare in quei soggetti che, in previsione di un viaggio per motivi turistici o di lavoro, sono a rischio di esposizione al virus. Il vaccino è inoltre impiegato per promuovere l'immunizzazione attiva nei tecnici di laboratorio biomedico a rischio di esposizione al virus encefalitico giapponese durante le normali procedure di manipolazione di campioni biologici. 
La maggior parte dei vaccini encefalitici disponibili nel mondo è prodotta per inoculazione del virus in cervelli di topo. In commercio sono anche disponibili vaccini inattivati derivanti dall'infezione di cellule renali di criceto. 
Nei Paesi occidentali il vaccino è consigliato esclusivamente a quei viaggiatori che si spostano abitualmente o devono risiedere per più di un mese nelle aree in cui l'encefalite giapponese è endemica. Tra queste aree vi è il Sud-Est asiatico e l'Estremo Oriente.

## Storia
Due tipi di vaccino contro l'encefalite giapponese si sono resi disponibili a partire dagli anni '50. Il primo di questi era chiamato ceppo Nakayama o ceppo Pechino-1, era di tipo inattivato derivante dal cervello di topo, ed era commercializzato dalla società Sanofi Pasteur come JE-VAX. La produzione di questo vaccino cessò nel 2005.
L'altro tipo era chiamato ceppo Pechino-3, un vaccino inattivato coltivato su cellule renali di criceto. Il ceppo Pechino-3 è stato la variante principale del vaccino usato nei Repubblica popolare cinese dal 1968 fino al 2005.
Successivamente sono apparsi sul mercato altri 3 diversi tipi di vaccino: SA14-14-2, IC51, ed infine il tipo ChimeriVax-JE.
Il ceppo vivo attenuato SA14-14-2 è stato introdotto in Cina nel 1988. Si è rivelato molto più economico di altri vaccini alternativi, e viene somministrato a circa 20 milioni di bambini cinesi ogni anno.
Un vaccino purificato, inattivato con formalina, virus intero, noto come IC51 è stato autorizzato per l'uso negli Stati Uniti, in Australia e in Europa a partire dalla primavera del 2009. Il vaccino si basa su un ceppo SA14-14-2 coltivato su linee cellulari Vero.
L'ultimo tipo di vaccino, è un vaccino di tipo vivo attenuato, contro la febbre gialla e l'encefalite giapponese. Il vaccino è chimerico ed è conosciuto come ChimeriVax-JE. La sua commercializzazione è stata autorizzata in Australia a partire dal mese di agosto 2010.
L'incidenza della malattia in Giappone è notevolmente diminuita da quando, a partire dalla metà degli anni '60 è stato introdotto l'obbligo della vaccinazione. 

## Farmacodinamica
Il vaccino inattivato dell'encefalite promuove immunità nei confronti dell'infezione virale inducendo il sistema immunitario alla produzione di specifici anticorpi neutralizzanti. Da studi sperimentali sui topi si è dedotto che un titolo anticorpale neutralizzante nel siero di almeno 1:10 sia sufficiente a garantire la protezione nei confronti dell'infezione naturale del virus.

Gli studiosi ritengono inoltre che il vaccino sia meno immunogeno nelle popolazioni occidentali rispetto alle popolazioni asiatiche. Non è noto il motivo preciso di tale differenza nella immunogenicità, ma verosimilmente è correlato al fatto che le popolazioni asiatiche sono esposte da tempo al virus encefalitico giapponese o ad altri flavivirus come il virus della febbre del Nilo occidentale o il virus della dengue.
Recenti studi indicano che il vaccino non è in grado di prevenire l'infezione del virus, ma è comunque efficace nel conferire una adeguata protezione nei confronti delle manifestazioni cliniche dell'encefalite giapponese. L'immunizzazione nei confronti della JE non ha inoltre alcun effetto significativo sull'incidenza della febbre dengue emorragica, anche se nei soggetti vaccinati per la JE la gravità degli episodi può risultare inferiore.
Sembra che l'immunogenicità e la sicurezza del vaccino encefalitico non siano compromesse dalla contemporanea somministrazione in siti diversi dell'anatossina difterica e tetanica o del vaccino della pertosse.

## Dosi terapeutiche
- Adulti e bambini con più di 3 anni di età: il primo ciclo di immunizzazione primaria prevede due iniezioni sottocutanee di vaccino encefalitico inattivato da 1 ml ciascuna, al giorno 0 ed a distanza di 14 giorni.
- Bambini da 1 a 3 anni di età: il primo ciclo di immunizzazione primaria consiste nella somministrazione di due dosi per via sottocutanea di vaccino inattivato da 0,5 ml, sempre al giorno 0 ed a distanza di 14 giorni.

Un elevato grado di protezione può essere tuttavia ottenuto con la somministrazione iniziale di 3 dosi. In questo caso la terza dose verrà inoculata un mese dopo la prima.
In Italia il produttore del vaccino contenente 6 mcg di ceppo SA14-14-2 del virus dell'encefalite giapponese, inattivato, consiglia un diverso schema vaccinale.

Nell'adulto la vaccinazione primaria prevede due dosi separate da 0,5 ml ciascuna, somministrate la prima dose il giorno 0 e la seconda dose il giorno 28. Una terza dose di richiamo dovrebbe essere somministrata a 12 mesi, e comunque entro i 24 mesi, dall'immunizzazione primaria, prima di esporsi nuovamente a possibile contagio da JE virus. L'uso del vaccino nel paziente pediatrico non è invece raccomandato. Esistono comunque studi in letteratura medica che considerano questo tipo di vaccino sicuro ed efficace anche in età pediatrica.

La via di somministrazione consigliata è quella intramuscolare, nel muscolo deltoide, in quanto la somministrazione sottocutanea potrebbe comportare una risposta non ottimale al vaccino.
La persistenza anticorpale è stata valutata in alcuni studi clinici di follow-up. Con lo schema a due dosi i livelli adeguati di anticorpi persistono in meno del 30% dei soggetti vaccinati. Per tale motivo, in particolare nelle popolazioni occidentali, è preferibile seguire lo schema a tre dosi il quale consente di raggiungere dopo 6-12 mesi un titolo anticorpale decisamente più elevato. Si ricorda in ogni caso che l'ultima delle dosi dovrebbe essere comunque somministrata almeno 10 giorni prima della partenza per l'area considerata a rischio.
Nelle popolazioni asiatiche (nelle quali come si è già visto il vaccino risulta più immunogeno) il primo ciclo di immunizzazione si basa sul calendario a due dosi. Dosi di richiamo possono comunque essere somministrate 1-2 anni dopo la prima immunizzazione.

## Effetti collaterali ed indesiderati
Gli effetti collaterali ricalcano per molti aspetti quelli di altri vaccini. In particolare si possono prevedere reazioni avverse in circa il 40% dei soggetti sottoposti a vaccinazione. La grande maggioranza di questi effetti avversi sono di grado lieve e scompaiono nel giro di qualche giorno. Le reazioni tendono a verificarsi in particolare entro le prime 72 ore dalla somministrazione del vaccino.
Tra gli effetti avversi più frequenti si segnalano cefalea, nausea, mialgia, astenia, sintomi simil-influenzali, linfoadenopatia, febbre. A livello del sito di iniezione comune la comparsa di eritema, indurimento, gonfiore, prurito, dolore, tensione. In rari casi sono state riportate gravi reazioni di ipersensibilità quali orticaria, angioedema e reazioni anafilattoidi ed interessamento del sistema nervoso con comparsa di parestesie e neurite.

## Controindicazioni
Il vaccino è controindicato nei soggetti che hanno evidenziato ipersensibilità al principio attivo oppure ad uno qualsiasi degli eccipienti o a eventuali residui (come ad esempio la protamina solfato).
Precauzionalmente nei soggetti con evidenza di un grave stato febbrile acuto è bene posticipare la somministrazione del vaccino.

## Stabilità e conservazione
Il vaccino dell'encefalite giapponese si deve conservare in frigorifero a temperatura compresa tra +2° e +8 °C, evitandone il congelamento. Il vaccino deve essere conservato nella sua confezione originale per tenerlo al riparo dalla luce.